# Prem'er-Liga 2009
La Prem'er-Liga 2009 è stata la diciottesima edizione della massima serie del campionato russo di calcio. La stagione è iniziata il 14 marzo 2009 con la partita tra Amkar Perm' e Rostov, svoltasi a Perm' e conclusasi con il punteggio di 0-0. Le ultime partite si sono giocate il 29 novembre 2009. Il campionato è stato vinto dal Rubin per la seconda volta consecutiva. Capocannoniere del torneo è stato Welliton, calciatore dello Spartak Mosca, con 21 reti.

## Stagione

### Novità
Dalla Prem'er-Liga 2008 erano stati retrocessi lo Šinnik e il Luč-Ėnergija, mentre dalla Pervyj divizion 2008 erano stati promossi il Rostov e il Kuban'.

### Formula
Le sedici squadre partecipanti si sono affrontate in un girone all'italiana con partite di andata e ritorno per un totale di 30 giornate. La prima classificata al termine della stagione regolare era designata campione di Russia e ammessa alla fase a gironi della UEFA Champions League 2010-2011, assieme alla seconda classificata. La terza classificata veniva ammessa al terzo turno di qualificazione della UEFA Champions League. Le squadre quarta e quinta classificate venivano ammessa in UEFA Europa League 2010-2011, assieme alla vincitrice della Coppa di Russia. Le ultime due classificate erano retrocesse in Pervyj divizion.

## Squadre partecipanti
| Squadra                | Stagione | Città           | Stadio                    | Stagione 2008               |
| ---------------------- | -------- | --------------- | ------------------------- | --------------------------- |
| Amkar Perm'            | dettagli | Perm'           | Stadio Zvezda             | 4º posto in Prem'er-Liga    |
| Chimki                 | dettagli | Chimki          | Arena Chimki              | 14º posto in Prem'er-Liga   |
| CSKA Mosca             | dettagli | Mosca           | Stadio Lužniki            | 2º posto in Prem'er-Liga    |
| Dinamo Mosca           | dettagli | Mosca           | Arena Chimki              | 3º posto in Prem'er-Liga    |
| FK Mosca               | dettagli | Mosca           | Stadio Ėduard Strel'cov   | 9º posto in Prem'er-Liga    |
| Kryl'ja Sovetov Samara | dettagli | Samara          | Stadio Metallurg (Samara) | 6º posto in Prem'er-Liga    |
| Kuban'                 | dettagli | Krasnodar       | Stadio Kuban'             | 2º posto in Pervyj divizion |
| Lokomotiv Mosca        | dettagli | Mosca           | Stadio Lokomotiv          | 7º posto in Prem'er-Liga    |
| Rostov                 | dettagli | Rostov sul Don  | Stadio Olimp-2            | 1º posto in Pervyj divizion |
| Rubin                  | dettagli | Kazan'          | Stadio Centrale di Kazan' | Campione di Russia          |
| Saturn                 | dettagli | Ramenskoe       | Saturn Stadium            | 11º posto in Prem'er-Liga   |
| Spartak Mosca          | dettagli | Mosca           | Stadio Lužniki            | 8º posto in Prem'er-Liga    |
| Spartak-Nal'čik        | dettagli | Nal'čik         | Stadio Spartak            | 12º posto in Prem'er-Liga   |
| Terek Groznyj          | dettagli | Groznyj         | Stadio Sultan Bilimkhanov | 10º posto in Prem'er-Liga   |
| Tom' Tomsk             | dettagli | Tomsk           | Stadio Trud               | 13º posto in Prem'er-Liga   |
| Zenit San Pietroburgo  | dettagli | San Pietroburgo | Stadio Petrovskij         | 5º posto in Prem'er-Liga    |

## Allenatori
| Squadra               | Allenatore           | Capitano          |
| --------------------- | -------------------- | ----------------- |
| Amkar Perm'           | Rašid Rachimov       | Martin Kušev      |
| Chimki                | Igor' Čugajnov       | Dragan Blatnjak   |
| CSKA Mosca            | Leonid Sluckij       | Igor' Akinfeev    |
| Dinamo Mosca          | Andrej Kobelev       | Dmitrij Chochlov  |
| FK Mosca              | Miodrag Božović      | Jury Žaŭnoŭ       |
| Kryl'ja Sovetov       | Jurij Gazzaev        | Ruslan Adžindžal  |
| Kuban'                | Poghos Galstyan      | Andrei Topchu     |
| Lokomotiv Mosca       | Jurij Sëmin          | Rodolfo           |
| Rostov                | Oleg Dolmatov        | Michail Osinov    |
| Rubin Kazan'          | Gurban Berdiýew      | Sergej Semak      |
| Saturn                | Andrej Gordeev       | Aleksej Igonin    |
| Spartak Mosca         | Valerij Karpin       | Martin Jiránek    |
| Spartak-Nal'čik       | Jurij Krasnožan      | Miodrag Džudović  |
| Terek Groznyj         | Şahin Diniyev        | Jaroslav Godzjur  |
| Tom' Tomsk            | Valerij Nepomnjaščij | Sergei Pareiko    |
| Zenit San Pietroburgo | Anatolij Davydov     | Aleksandr Anjukov |

## Classifica finale
|  | Pos. | Squadra                | Pt | G  | V  | N  | P  | GF | GS | DR  |
|  | ---- | ---------------------- | -- | -- | -- | -- | -- | -- | -- | --- |
|  | 1.   | Rubin                  | 63 | 30 | 19 | 6  | 5  | 62 | 21 | +41 |
|  | 2.   | Spartak Mosca          | 55 | 30 | 17 | 4  | 9  | 61 | 33 | +28 |
|  | 3.   | Zenit San Pietroburgo  | 54 | 30 | 15 | 9  | 6  | 48 | 27 | +21 |
|  | 4.   | Lokomotiv Mosca        | 54 | 30 | 15 | 9  | 6  | 43 | 30 | +13 |
|  | 5.   | CSKA Mosca             | 52 | 30 | 16 | 4  | 10 | 48 | 30 | +18 |
|  | 6.   | FK Mosca               | 48 | 30 | 13 | 9  | 8  | 39 | 28 | +11 |
|  | 7.   | Saturn                 | 45 | 30 | 13 | 6  | 11 | 38 | 41 | -3  |
|  | 8.   | Dinamo Mosca           | 42 | 30 | 12 | 6  | 12 | 31 | 37 | -6  |
|  | 9.   | Tom' Tomsk             | 41 | 30 | 11 | 8  | 11 | 31 | 39 | -8  |
|  | 10.  | Kryl'ja Sovetov Samara | 36 | 30 | 10 | 6  | 14 | 32 | 42 | -10 |
|  | 11.  | Spartak-Nal'čik        | 35 | 30 | 8  | 11 | 11 | 36 | 33 | +3  |
|  | 12.  | Amkar Perm'            | 33 | 30 | 8  | 9  | 13 | 27 | 37 | -10 |
|  | 13.  | Terek Groznyj          | 33 | 30 | 9  | 6  | 15 | 33 | 48 | -15 |
|  | 14.  | Rostov                 | 32 | 30 | 7  | 11 | 12 | 28 | 39 | -11 |
|  | 15.  | Kuban'                 | 28 | 30 | 6  | 10 | 14 | 23 | 51 | -28 |
|  | 16.  | Chimki                 | 10 | 30 | 2  | 4  | 24 | 20 | 64 | -44 |

Legenda:
      Campione di Russia e ammessa alla UEFA Champions League 2010-2011.
      Ammessa alla UEFA Champions League 2010-2011.
      Ammessa alla UEFA Europa League 2010-2011.
      Retrocesse in Pervyj divizion 2010.
Note:
Tre punti a vittoria, uno a pareggio, zero a sconfitta.
In caso di arrivo di due o più squadre a pari punti, la graduatoria è stata stilata considerando il numero di vittorie totali.
L'FK Mosca si è successivamente ritirato dal campionato, non iscrivendosi alla Prem'er-Liga 2010, per poi sciogliersi come società.

## Risultati
|                       | Rub  | SpM  | Zen  | LoM  | CSK  | FKM  | Sat  | DiM  | Tom  | Kry  | SpN  | Amk  | Ter  | Ros  | Kub  | Chi  |
| --------------------- | ---- | ---- | ---- | ---- | ---- | ---- | ---- | ---- | ---- | ---- | ---- | ---- | ---- | ---- | ---- | ---- |
| Rubin Kazan'          | –––– | 0-2  | 0-0  | 2-0  | 1-2  | 0-0  | 5-1  | 3-0  | 4-0  | 4-1  | 2-0  | 4-0  | 1-2  | 0-2  | 3-0  | 2-1  |
| Spartak Mosca         | 0-3  | –––– | 1-1  | 3-0  | 2-3  | 2-1  | 4-0  | 0-2  | 5-0  | 1-1  | 2-0  | 2-0  | 5-1  | 5-1  | 4-0  | 1-0  |
| Zenit San Pietroburgo | 0-0  | 2-1  | –––– | 1-1  | 2-0  | 1-0  | 2-1  | 2-1  | 0-2  | 2-0  | 2-2  | 2-0  | 0-0  | 2-0  | 2-0  | 4-2  |
| Lokomotiv Mosca       | 2-1  | 2-1  | 1-1  | –––– | 2-1  | 1-0  | 2-2  | 1-1  | 0-0  | 2-1  | 1-0  | 4-0  | 1-0  | 2-0  | 4-1  | 1-1  |
| CSKA Mosca            | 0-2  | 1-2  | 2-1  | 4-1  | –––– | 1-3  | 3-0  | 3-0  | 0-1  | 3-0  | 0-0  | 1-0  | 1-0  | 1-2  | 4-0  | 2-1  |
| FK Mosca              | 1-3  | 3-1  | 1-0  | 0-0  | 2-0  | –––– | 3-1  | 1-2  | 2-1  | 2-1  | 0-2  | 0-0  | 0-2  | 2-0  | 4-1  | 3-0  |
| Saturn                | 0-5  | 2-1  | 2-2  | 2-0  | 0-3  | 0-1  | –––– | 0-0  | 0-0  | 3-1  | 1-0  | 3-0  | 2-0  | 4-0  | 2-1  | 1-0  |
| Dinamo Mosca          | 0-3  | 1-1  | 1-0  | 0-2  | 1-2  | 1-0  | 1-0  | –––– | 0-1  | 0-1  | 2-1  | 0-1  | 0-0  | 1-0  | 1-1  | 3-2  |
| Tom' Tomsk            | 0-0  | 1-1  | 0-3  | 1-3  | 2-3  | 0-0  | 3-1  | 2-3  | –––– | 0-1  | 1-0  | 2-1  | 1-2  | 2-1  | 1-0  | 4-0  |
| Kryl'ja Sovetov       | 1-2  | 2-1  | 0-1  | 1-3  | 1-3  | 1-1  | 0-2  | 3-1  | 1-3  | –––– | 0-0  | 2-0  | 1-0  | 2-2  | 1-0  | 3-0  |
| Spartak-Nal'čik       | 0-0  | 2-4  | 2-2  | 0-1  | 1-1  | 0-0  | 1-1  | 2-4  | 3-0  | 0-1  | –––– | 4-2  | 4-1  | 1-0  | 4-0  | 0-0  |
| Terek Groznyj         | 1-2  | 2-3  | 3-2  | 2-1  | 1-1  | 1-2  | 1-1  | 1-0  | 4-0  | 3-2  | 1-0  | –––– | 2-2  | 1-3  | 0-1  | 2-0  |
| Amkar Perm'           | 2-2  | 1-2  | 2-4  | 1-1  | 0-0  | 0-1  | 0-2  | 3-1  | 0-0  | 2-0  | 1-2  | 1-0  | –––– | 0-0  | 1-0  | 2-0  |
| Rostov                | 1-2  | 0-1  | 2-1  | 1-1  | 1-0  | 2-2  | 1-2  | 0-1  | 0-0  | 0-0  | 1-1  | 1-1  | 1-1  | –––– | 3-3  | 2-0  |
| Kuban'                | 0-3  | 1-0  | 0-2  | 1-0  | 1-0  | 3-3  | 0-2  | 1-1  | 0-0  | 0-0  | 2-2  | 1-1  | 1-0  | 0-0  | –––– | 2-1  |
| Chimki                | 2-3  | 0-3  | 0-4  | 1-3  | 0-3  | 1-1  | 1-0  | 0-2  | 1-3  | 1-3  | 0-2  | 1-2  | 2-0  | 0-1  | 2-2  | –––– |

## Statistiche e record

### Capoliste solitarie
|    | —— | —— | —— | ——  | ——  | —— | ——  | ——   | ——           | ——           | ——           | ——           | ——           | ——           | ——           | ——           | ——           | ——           | ——           | ——           | ——           | ——           | ——           | ——           | ——           | ——           | ——           | ——           | ——           | —— |  |
|    |    |    |    | Rub | Kry |    | Rub | CSKA | Rubin Kazan' | Rubin Kazan' | Rubin Kazan' | Rubin Kazan' | Rubin Kazan' | Rubin Kazan' | Rubin Kazan' | Rubin Kazan' | Rubin Kazan' | Rubin Kazan' | Rubin Kazan' | Rubin Kazan' | Rubin Kazan' | Rubin Kazan' | Rubin Kazan' | Rubin Kazan' | Rubin Kazan' | Rubin Kazan' | Rubin Kazan' | Rubin Kazan' | Rubin Kazan' |    |  |
|    |    |    |    |     |     |    |     |      |              |              |              |              |              |              |              |              |              |              |              |              |              |              |              |              |              |              |              |              |              |    |  |
|    |    |    |    |     |     |    |     |      |              |              |              |              |              |              |              |              |              |              |              |              |              |              |              |              |              |              |              |              |              |    |  |
| 1ª | 2ª | 3ª | 4ª | 5ª  | 6ª  | 7ª | 8ª  | 9ª   | 10ª          | 11ª          | 12ª          | 13ª          | 14ª          | 15ª          | 16ª          | 17ª          | 18ª          | 19ª          | 20ª          | 21ª          | 22ª          | 23ª          | 24ª          | 25ª          | 26ª          | 27ª          | 28ª          | 29ª          | 30ª          |    |  |

### Classifica dei marcatori
| Gol |  |  | Giocatore                  | Squadra                                      |
| --- |  |  | -------------------------- | -------------------------------------------- |
| 21  |  |  | Welliton                   | Spartak Mosca                                |
| 16  |  |  | Aleksandr Bucharov         | Rubin                                        |
| 15  |  |  | Alejandro Damián Domínguez | Rubin                                        |
| 12  |  |  | Dmitrij Syčëv              | Lokomotiv Mosca                              |
| 12  |  |  | Aleksandr Keržakov         | Dinamo Mosca                                 |
| 12  |  |  | Alex                       | Spartak Mosca                                |
| 10  |  |  | Šamil Lachijalov           | Terek Groznyj                                |
| 10  |  |  | Vladimir Bystrov           | Spartak Mosca (4), Zenit San Pietroburgo (6) |
| 12  |  |  | Jan Koller                 | Kryl'ja Sovetov Samara                       |